# Gregory Ridge
Der Gregory Ridge ist ein Gebirgskamm im westantarktischen Marie-Byrd-Land. Im Königin-Maud-Gebirge erstreckt er sich von der nördlichen Fram Mesa in westlicher Richtung und endet an der Ostflanke des Amundsen-Gletschers.
Der United States Geological Survey kartierte ihn anhand eigener Vermessungen und Luftaufnahmen der United States Navy aus den Jahren von 1960 bis 1964. Das Advisory Committee on Antarctic Names benannte ihn 1967 nach Lieutenant Commander Nelson Bruce Gregory (* 1933), Pilot bei Flügen zur Erstellung von Luftaufnahmen während der Operation Deep Freeze im Jahr 1965.